# Цилин
Цилин (на китайски: 麒麟), още чи лин, е легендарно химерично създание с копита от китайската митология, което се появява с предстоящото пристигане или преминаване на мъдрец или знаменит владетел. Цилин са специфичен тип от митологичното семейство на еднорогите зверове лин. Известни са още като драконови коне или китайски еднорози Цилин се появява и в митологиите на други култури, повлияни от Китай.

## Описание
Цилин обикновено имат черти, подобни на китайски дракони: подобни глави с рога, очи с гъсти мигли, гриви, които винаги текат нагоре, и бради. Тялото е изцяло или частично мащабирано и често с формата на вол, елен или кон. Винаги са показвани с раздвоени копита. Докато драконите в Китай също са най-често изобразявани като златни, то цилин може да бъдат във всякакъв цвят и дори в няколко различни цвята, както и може да бъдат украсени със скъпоценни камъни или блясък присъщ на скъпоценен камък.

## Цилин в културата
Цилин играе ключова роля в новото продължение от франчайза „Фантастични животни“ – филмова поредица със сценарист Джоан Роулинг.
Цилин се смятат за закрилници на дома, сходно на кучетата фу и във фън шуй често се използва като символ на късмет и просперитет.